# Ivo Frenzel
Ivo Frenzel (* 1. April 1924 in Bielefeld; † 18. Februar 2014 in Hannover) war ein deutscher Philosoph, Lektor, Wissenschaftsredakteur und Verlagsleiter. 
Nach dem Zweiten Weltkrieg studierte er Philosophie, Soziologie und Kunstgeschichte. Seine wichtigsten Lehrer waren Nicolai Hartmann, Hermann Wein und Helmuth Plessner in Göttingen, Max Horkheimer und Theodor W. Adorno in Frankfurt. In seine dreijährige Assistentenzeit am Philosophischen Lehrstuhl der Universität Karlsruhe fiel die kritische Auseinandersetzung mit der Existenzphilosophie Martin Heideggers. Später wurden ihm Begegnungen mit Ernst Bloch und Herbert Marcuse wichtig.
Seit 1988 war er Honorarprofessor für Journalistik an der Hochschule für Musik, Theater und Medien Hannover.

## Veröffentlichungen als Autor und Herausgeber (Auswahl)
- Fischer Lexikon Philosophie (Mitherausgeber), Frankfurt am Main 1958 (mit eigenem Beitrag "Ästhetik")
- René Descartes (Einleitung und Auswahl), Frankfurt am Main 1960 (Fischer Bücherei 357)
- Friedrich Nietzsche, Reinbek bei Hamburg 1966 (Rowohlts Monographien)
- Friedrich Nietzsche: Werke in zwei Bänden, München 1967 (Hanser)
- Philosophie zwischen Traum und Apokalypse, in: Über Ernst Bloch, Frankfurt am Main 1968 (Suhrkamp)
- Mensch und Philosophie, München 1974 (Heyne, Reihe kompaktwissen)
- Düsseldorf (mit Fotos von Lothar Kaster), Stuttgart/Zürich 1978 (Belser)
- Im Kreuzfeuer: Der Fernsehfilm: Der Holocaust: Eine Nation ist betroffen (Mitherausgeber), Frankfurt am Main 1979 (Fischer)
- Ivo Frenzel im Gespräch mit Herbert Marcuse, DVD, Beilage zu Herbert Marcuse: Versuch über die Befreiung, Frankfurt am Main 2008 (Suhrkamp)
- Bericht von Ivo Frenzel über die Umstände der Berufung von Horst Baier zum Adorno-Nachfolger in Frankfurt, in: Klaus Lichtblau et al.: Soziologie in Frankfurt, 2010 (VS Verlag für Sozialwissenschaften)